# Манастир Рујевац
Манастир Рујевац припада Епархији шабачкој Српске православне цркве. Манастир се налази на територији општине Љубовија.

## Настанак манастира
Реконструкција конака старог манастира Рујевац, који је смештен између Љубовије и Крупња, приводи се крају. Кроз манастир је, током градње, прошло седам монахиња. Епископ шабачки Лаврентије (Трифуновић), освештао је звона манастира Огњене Марије (Свете великомученице Марине), у селу Рујевцу, који “гледи” у правцу легендарног Мачковог камена, удаљеног око седам километара. Звона је даровао седамдесетогодишњи мештанин, Драгослав Миловановић, чији је син, Ненад Миловановић, у Лозници, заједно са старешином лозничке цркве, протојерејом-ставрофором Миланом Алексићем, затражио благослов још 23. маја 2010. године да сеоска црква прерасте у женски манастир.